# Łączki (Zaleszany)
Łączki – część wsi Zaleszany w Polsce położona w województwie podkarpackim, w powiecie stalowowolskim, w gminie Zaleszany.
W latach 1975–1998 Łączki administracyjnie należały do województwa tarnobrzeskiego.